# Anthrax leucogaster
Anthrax leucogaster är en tvåvingeart som beskrevs av Christian Rudolph Wilhelm Wiedemann 1820. Anthrax leucogaster ingår i släktet Anthrax och familjen svävflugor. Inga underarter finns listade i Catalogue of Life.